# Afyonkarahisar (tartomány)
Afyonkarahisar (rövid neve Afyon) Törökország tartománya, mely az ország nyugati részén található. Szomszédos tartományok: Kütahya északnyugaton, Uşak nyugaton, Denizli délnyugaton, Burdur délen, Isparta délkeleten, Konya keleten, és Eskişehir északon. Székhelye Afyonkarahisar.

## Körzetek
A tartománynak 18 körzete van:
- Afyonkarahisar
- Başmakçı
- Bayat
- Bolvadin
- Çay
- Çobanlar
- Dazkırı
- Dinar
- Emirdağ
- Evciler
- Hocalar
- İhsaniye
- İscehisar
- Kızılören
- Sandıklı
- Sinanpaşa
- Sultandağı
- Şuhut